# Заручення (залізничний роз'їзд)
Заручення (рос. Зарученье) — залізничний роз'їзд в Няндомському районі Архангельської області Російської Федерації.
Населення становить 0 осіб. Входить до складу муніципального утворення Няндомський муніципальний округ.

## Історія
До 2022 року входило до складу муніципального утворення Няндомське поселення.

## Населення
| 2002 | 2010 |
| ---- | ---- |
| 0    | →0   |